# Menelaion

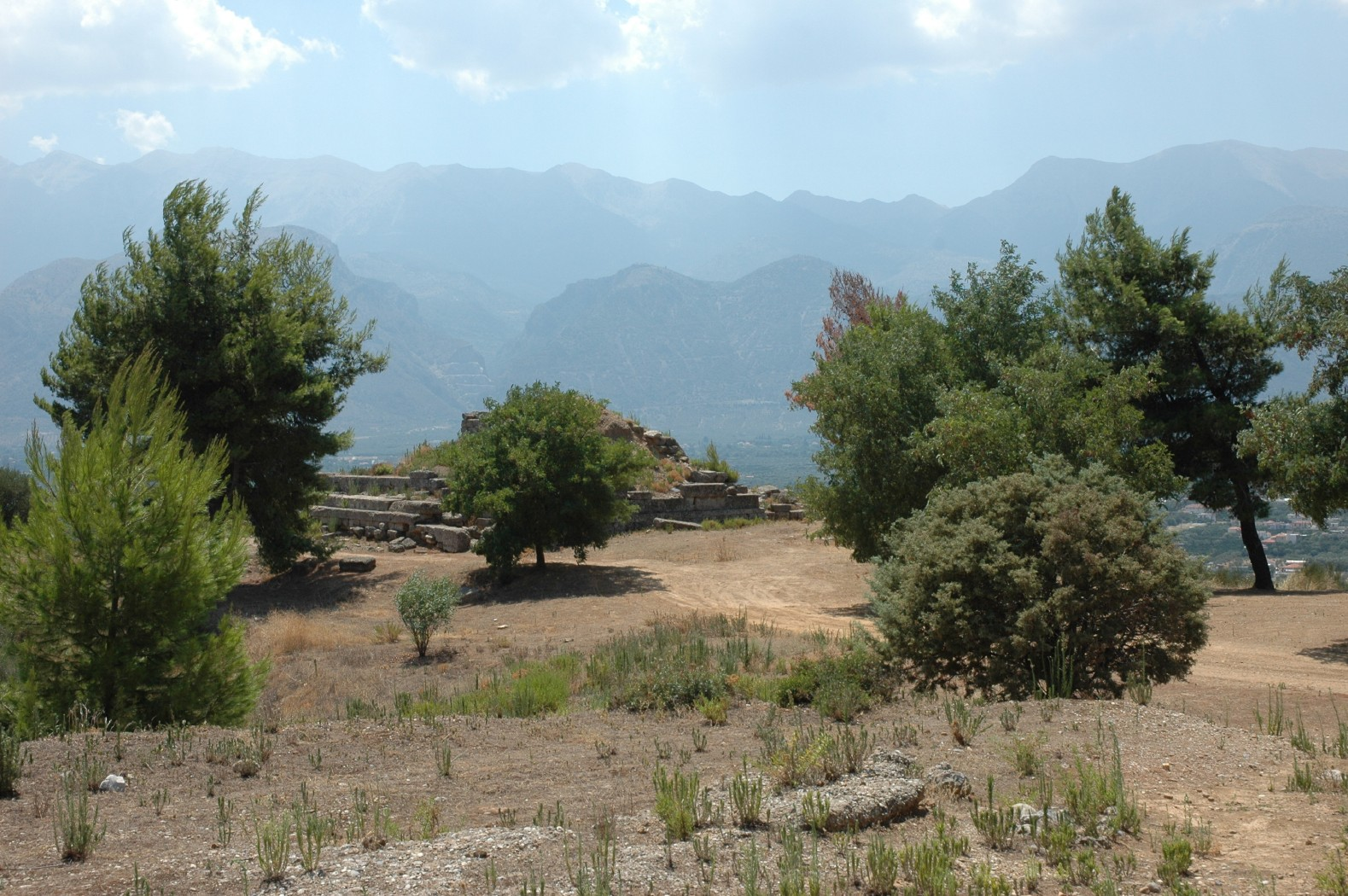
Das Menelaion, im Hintergrund der Taygetos

Das Menelaion (Μενελαίον) war das Heroon von Menelaos und Helena. Es befindet sich auf der Spitze der drei Hügel entlang des Ostufers des Flusses Evrotas südlich von Sparta (Peloponnes, Griechenland). In seiner Nähe befinden sich Ruinen einer mykenischen Siedlung. In der antiken Überlieferung wird die Region als Therapne benannt.
Der Platz war bereits im Mittelhelladikum (ca. 2000–1600 v. Chr.) besiedelt. Später entstand ein bedeutender repräsentativer Gebäudekomplex der frühen mykenischen Epoche, der aber nie zu einem mykenischen Palast wie Mykene, Tiryns oder Pylos (s. Palast des Nestor) ausgebaut wurde. Daher ist hier ein Stadium repräsentativer Architektur zu fassen, das von anderen mykenischen Fundorten wegen späterer Überbauung nicht bekannt ist. Nach verschiedenen Phasen der Nachnutzung wurde die Stätte im späten 13. Jahrhundert v. Chr. durch Feuer zerstört und verlassen. Im 8. Jahrhundert v. Chr. wurde in unmittelbarer  Nachbarschaft an der Geländekante zum Eurotastal ein Heroon für Menelaos und Helena errichtet, was darauf hindeutet, dass die Spartaner jener Zeit über die mykenischen Gebäuderuinen den Bezug auf die Vergangenheit herstellten und diese als den Palast des mythischen Königs Menelaos betrachtet haben könnten. 
Die ersten Verehrungen von Minelaos und Helena können ab dem 7. Jahrhundert v. Chr. nachgewiesen werden. Das Heiligtum bestand zunächst nur aus einem Altar und wurde dann schrittweise erweitert. Die heutigen Ruinen zeigen die letzte Ausbaustufe aus dem 5. Jahrhundert v. Chr. Seit klassischer Zeit ging die Zahl der Weihgeschenke deutlich zurück, und in hellenistischer Zeit verlor man das Interesse an dieser Kultstätte.
Die British School at Athens führte im Menelaion 1909–10 (unter Richard MacGillivray Dawkins) und 1973–78, 1980, 1985–86, 1988 (unter Hector W. Catling) Grabungen durch.